# Corchorus olitorius
Corchorus olitorius är en malvaväxtart som beskrevs av Carl von Linné. Corchorus olitorius ingår i släktet Corchorus och familjen malvaväxter. Inga underarter finns listade i Catalogue of Life.

## Bildgalleri

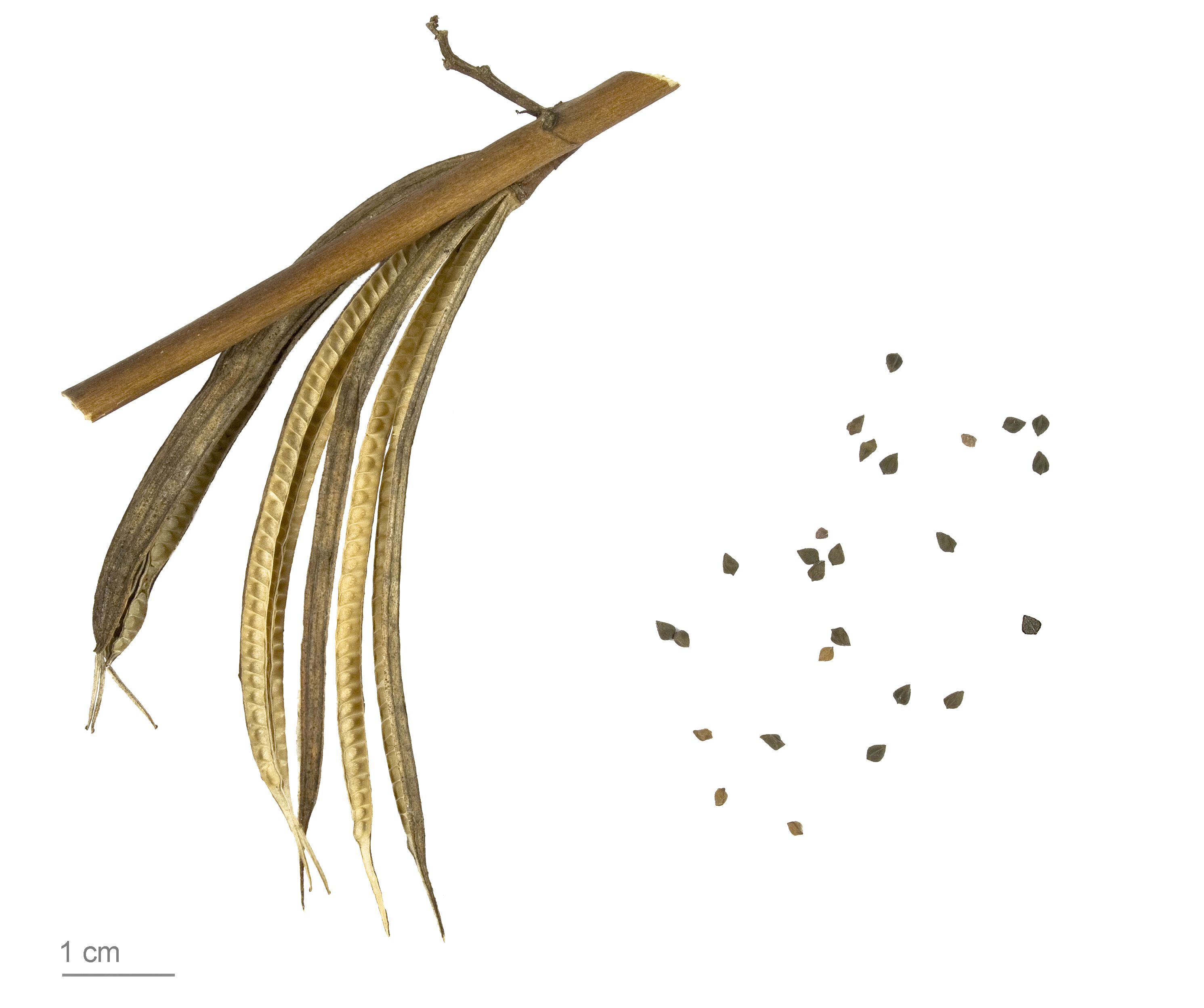